# Plesiops verecundus
Plesiops verecundus es una especie de peces de la familia Plesiopidae en el orden Perciformes.

## Morfología
• Los machos pueden llegar alcanzar los 9,5 cm de longitud total.

## Distribución geográfica
Se encuentra desde la costa occidental de Sumatra hasta Vanuatu, Fiyi, Taiwán, el sur de las Islas Ryukyu, Australia y Tonga.